# Paolo Caldarella
Paolo Caldarella (Milano, 20 settembre 1964 – Siracusa, 27 settembre 1993) è stato un pallanuotista italiano, campione olimpico con la Nazionale italiana a Barcellona 1992.

## Biografia
Caldarella è nato a Milano da Corrado e Fulvia Caldarella, ma è cresciuto nella terra del padre, la Sicilia. Sua madre è morta di cancro quando lui era molto giovane. Si dedica alla pallanuoto fin da bambino nella piscina di Siracusa che adesso porta il suo nome. Legato da sempre al Circolo Canottieri Ortigia, di cui diventerà anche il capitano, con la calottina biancoverde numero 6 muove i primi passi nella Serie A1 giocando insieme all'altro grande talento siracusano, Sandro Campagna e conquista la convocazione in Nazionale. Nel 1985-1986 guida i siciliani alla migliore stagione della loro storia, finendo al 4º posto in campionato e raggiungendo le semifinali nei playoff dove perdono per 2-1 contro il Posillipo.
Con il settebello guidato dal CT Ratko Rudić è campione olimpico nell'edizione di Barcellona 1992. Durante il torneo, Caldarella aiuta l'Italia al secondo posto nel girone segnando un gol contro la Grecia nella vittoria per 8-6 e due contro la Spagna nel pareggio per 9-9. Gli azzurri arrivano in finale dove battono la favorita Spagna di Manuel Estiarte per 9-8 dopo tre supplementari con due gol di Caldarella. L'anno successivo arriva un altro oro, a Sheffield nell'Europeo conquistato in finale contro l'Ungheria. È pure l'anno della Coppa del Mondo vinta sempre contro i magiari per 8-7. Caldarella vinto anche due ori ai giochi del Mediterraneo, nel 1987 contro la Spagna e nel 1993 contro la Croazia.
Caldarella era anche impegnato nel sociale, passava infatti molto tempo con i tossicodipendenti in una comunità di recupero per sostenerli moralmente nella loro disintossicazione. Muore nel 1993 a 29 anni in un incidente stradale alle porte di Siracusa: tornava a casa in moto, una Honda, da Catania al termine di una giornata trascorsa all'università, quando si è schiantato contro un furgone Ford Transit che ha compiuto una frenata improvvisa davanti a lui. A seguito della sua tragica morte, la piscina dell'Ortigia è stata rinominata piscina Paolo Caldarella, così come gli è stata dedicata la strada alle spalle della piscina e della tribuna.

## Palmarès

### Nazionale
- Olimpiadi

Barcellona 1992: 
- Mondiali

Madrid 1986: 
- Europei

Strasburgo 1987: 
Bonn 1989: 
Sheffield 1993: 
- Coppa del Mondo

Berlino Ovest 1989: 
Atene 1993: 
- Giochi del Mediterraneo

Casablanca 1983: 
Latakia 1987: 
Linguadoca-Rossiglione 1993: 